# 18750 Леонідакімов
18750 Леонідакімов (18750 Leonidakimov) — астероїд головного поясу, відкритий 10 квітня 1999 року.
Тіссеранів параметр щодо Юпітера — 3,366.
Мала планета названа ім'ям харківського астронома Леоніда Акимова. 